# Harm Peter Westermann
Harm Peter Westermann (* 8. Januar 1938 in Göttingen) ist ein deutscher Jurist und emeritierter Professor an der Universität Tübingen.

## Leben
H. P. Westermann wurde 1938 als Sohn des Juristen Harry Westermann (* 1909; † 1986) und seiner Frau Pauline (geb. Schilt) geboren. Seine Kindheit verbrachte er in Prag (1940–1945), Huizen, Leer und Münster (ab 1949). Ab 1957 studierte er Rechtswissenschaft an den Universitäten Münster, Paris und Wien. Im Februar 1961 bestand er die erste juristische Staatsprüfung. 1964 wurde Westermann an der Universität zu Köln mit einer von Gerhard Kegel betreuten rechtsvergleichenden Arbeit (Die causa im französischen und deutschen Recht) zum Dr. iur. promoviert. Nach der zweiten juristischen Staatsprüfung im November 1965 erhielt er Anfang 1966 ein Habilitationsstipendium der Deutschen Forschungsgemeinschaft. 1969 habilitierte er sich bei Walter Erman zum Thema Vertragsfreiheit und Typengesetzlichkeit im Recht der Personengesellschaften. Nach Lehrstuhlvertretungen an den Universitäten Göttingen und Köln nahm Westermann 1970 einen Ruf an die noch junge Universität Bielefeld an. Rufe nach Lausanne und Münster schlug er aus. Erst 1984 wechselte er an die Freie Universität Berlin. 1989 nahm er schließlich einen Ruf an die Eberhard-Karls-Universität Tübingen an, wo er bis zu seiner Emeritierung im Jahr 2006 tätig war.
Seine wissenschaftliche Tätigkeit widmet Westermann in erster Linie dem Gesellschaftsrecht. Daneben ist Westermann Herausgeber und Mitautor an mehreren Kommentaren zum Bürgerlichen Gesetzbuch und Autor mehrerer zivilrechtlicher Lehrbücher.

## Auszeichnungen
- 2009: Ehrendoktorwürde der Universität Bielefeld
- 2009: Ehrendoktorwürde der Nationalen und Kapodistrias-Universität Athen

## Publikationen (Auswahl)
- Die causa im französischen und deutschen Zivilrecht. De Gruyter, Berlin 1967.
- Vertragsfreiheit und Typengesetzlichkeit im Recht der Personengesellschaften. Springer, Berlin/Heidelberg/New York 1970.
- BGB – Schuldrecht Allgemeiner Teil, 5. Aufl. C. F. Müller, Heidelberg, 2003, ISBN 3-8114-1835-1.
- BGB – Sachenrecht. 11. Auflage C. F. Müller, Heidelberg 2005, ISBN 3-8114-7325-5.